# Canton de Vigeois
Le canton de Vigeois est une ancienne division administrative française située dans le département de la Corrèze, en région Limousin.

## Histoire
Le canton de Vigeois est l'un des cantons de la Corrèze créés en 1790, en même temps que la plupart des autres cantons français. Il a d'abord été rattaché au district d'Uzerche avant de faire partie de l'arrondissement de Brive-la-Gaillarde.

### Redécoupage cantonal de 2014-2015
Par décret du 24 février 2014, le nombre de cantons du département passe de 37 à 19, avec mise en application aux élections départementales de mars 2015. Le canton de Vigeois est supprimé à cette occasion. Ses six communes sont alors rattachées au canton d'Allassac.

## Géographie
Ce canton était organisé autour de Vigeois dans l'arrondissement de Brive-la-Gaillarde. Son altitude variait de 171 m (Orgnac-sur-Vézère) à 452 m (Perpezac-le-Noir et Vigeois) pour une altitude moyenne de 361 m.

## Représentation

### Conseillers généraux de 1833 à 2015
| Période | Période                   | Identité                                  | Étiquette    | Qualité |
| ------- | ------------------------- | ----------------------------------------- | ------------ | --- |
| 1833    | 1840 (décès)              | Jacques Nauche (Jacques de Leymarie)      |              | Avocat, notaire, maire de Vigeois |
| 1840    | 1848                      | Pierre Goudal                             |              | Propriétaire à Vigeois |
| 1848    | 1880                      | Amédée Breton de La Leyssonie (1810-1907) | Droite       | Juge de paix, maire de Vigeois |
| 1880    | 1898 (décès)              | Robert de Lasteyrie du Saillant           | Républicain  | Professeur à l'École des chartes Député (1893-1898) Maire d'Allassac                                                                       |
| 1898    | 1910                      | Étienne Bussière                          | Rad.         | Propriétaire, juge de paix Député (1898-1910)- Sénateur (1911-1921) Maire de Donzenac                                                      |
| 1910    | 1928                      | Henri Sagne                               | Rad.         | Cultivateur Maire de Vigeois |
| 1928    | 1941 (démission d'office) | Julien Lagrave                            | SFIO         | Propriétaire Adjoint au maire de Vigeois Révoqué par le Gouvernement de Vichy                                                              |
|         |                           |                                           |              | |
| 1945    | 1958                      | Jean-Baptiste Bos                         | PCF          | Agriculteur Conseiller municipal de Vigeois (1953-1977)                                                                                    |
| 1958    | 1964                      | Théophile Antignac                        | SFIO         | Cultivateur à Vigeois |
| 1964    | 1982                      | Francis Rougerie                          | PCF          | Directeur d'école Maire de Vigeois (1959-1989)                                                                                             |
| 1982    | 1988                      | René Bourg                                | PCF          | Agriculteur, conseiller municipal de Vigeois                                                                                               |
| 1988    | 2008                      | Marcel Mouly                              | RPR puis UMP | Exploitant forestier Conseiller municipal de Vigeois                                                                                       |
| 2008    | 2012 (démission)          | François Hollande                         | PS           | Député (1988-1993 et 1997-2012) Président du Conseil général (2008-2012) Maire de Tulle (2001-2008) Président de la République (2012-2017) |
| 2012    | 2015                      | Régine Delord                             | PCF          | Aide-soignante à Vigeois |

### Conseillers d'arrondissement (de 1833 à 1940)
| Période                                  | Période      | Identité                           | Étiquette                     | Qualité |
| ---------------------------------------- | ------------ | ---------------------------------- | ----------------------------- | --- |
| 1833                                     | 1848         | Pierre Louis Fleygnac              |                               | Suppléant de la justice de paix, puis juge de paix à Vigeois                                                |
|                                          |              |                                    |                               | |
| 1848                                     | ?            | Pierre Bonnel                      | Républicain réputé Socialiste | Avocat, notaire, commandant de la Garde Nationale                                                           |
|                                          |              |                                    |                               | |
|                                          | 1897 (décès) | François Géréthie                  |                               | Maire de Vigeois                                                                                            |
|                                          |              |                                    |                               | |
| 1907                                     |              | Armand Chatras                     | Radical                       | |
|                                          |              |                                    |                               | |
| 1931                                     | 1937         | Baptiste Buge (1892-1959)          | PC-SFIC                       | Maire de Perpezac-le-Noir                                                                                   |
| 1937                                     | 1940         | François Armand Durand (1897-1986) | PC-SFIC                       | Négociant en vins à Vigeois                                                                                 |
| 1940                                     |              |                                    |                               | Les conseils d'arrondissement ont été suspendus par la loi du 12 octobre 1940 et n'ont jamais été réactivés |
| Les données manquantes sont à compléter. |              |                                    |                               | |

## Composition
Le canton de Vigeois regroupait six communes et comptait 3 908 habitants au 1er janvier 2012.
| Nom                      | Code Insee | Intercommunalité                 | Population (dernière pop. légale) |
| ------------------------ | ---------- | -------------------------------- | --------------------------------- |
| Vigeois (chef-lieu)      | 19285      | CC du Pays d'Uzerche             | 1 224 (2014)                      |
| Estivaux                 | 19078      | CA du Bassin de Brive            | 402 (2014)                        |
| Orgnac-sur-Vézère        | 19154      | CC du Pays d'Uzerche             | 309 (2014)                        |
| Perpezac-le-Noir         | 19162      | CC du Pays d'Uzerche             | 1 081 (2014)                      |
| Saint-Bonnet-l'Enfantier | 19188      | CA du Bassin de Brive            | 377 (2014)                        |
| Troche                   | 19270      | CC du Pays de Lubersac-Pompadour | 559 (2014)                        |

## Démographie
| 1962  | 1968  | 1975  | 1982  | 1990  | 1999  | 2006  | 2011  | 2012  |
| ----- | ----- | ----- | ----- | ----- | ----- | ----- | ----- | ----- |
| 4 874 | 4 456 | 3 924 | 3 742 | 3 541 | 3 436 | 3 601 | 3 883 | 3 908 |